# Superstar (Buffy the Vampire Slayer)
Supestar (Superstar en América Latina y Ha nacido una estrella en España) es el decimoséptimo episodio de la cuarta temporada de la serie de televisión estadounidense Buffy, la cazavampiros.

## Argumento
La pandilla localiza a un grupo de vampiros que se alimenta de un cuerpo. Deciden que les superan en número y que es mejor pedir ayuda a Jonathan Levinson. En casa de Giles, Buffy, Willow, Xander, Anya, Jonathan y Giles discuten su plan para destruir el nido de vampiros. Es Jonathan el que acaba con los vampiros mientras Buffy sólo mata a un par de ellos. Spike aparece y se muestra respetuoso con Jonathan, pero no así con Buffy.
Esa noche Tara y Willow hacen un collage con fotos de Jonathan mientras hablan sobre la situación de su amiga con Riley. En el cuarto de Riley, el chico trata de besar a Buffy, pero ella no puede evitar pensar en Faith y se va. Se encuentra con Jonathan, quien le aconseja sobre su vida amorosa. Buffy decide seguir sus consejos.
En la Iniciativa un general pide consejo a un Jonathan de uniforme militar. Le muestra un esquema de Adam y le explica que tiene una fuente de energía de uranio que no se agotará. Tras la reunión Jonathan le da a Riley consejos sobre cómo tratar a Buffy. Esa noche en la mansión de Jonathan un demonio ataca a una chica que ha ido a ver a su ídolo, pero escapa. Mientras tanto, en el Bronze la pandilla toman unos tragos y hablan con Jonathan. Éste sube al escenario y dedica una canción a Buffy y Riley, logrando que la pareja se reconcilie. Aparece la chica que ha sido atacada y se la llevan para que les explique lo ocurrido con detalle. Ella dibuja un símbolo que observó en la cabeza del demonio y Jonathan comienza preocuparse. Finalmente les dice que él se hará cargo de la situación.
Cuando Adam ve a Jonathan por televisión trata de explicarle a su ayudante vampiro que la situación ha cambiado. Todos están bajo un hechizo menos él, que por su estructura molecular está más allá de los humanos, demonios o cualquier ser vivo.
Tara es atacada por el mismo demonio, pero lo distrae con un hechizo y escapa. Un estudiante la encuentra y la lleva al cuarto de Willow y Buffy. Tara reconoce el mismo símbolo. Buffy comienza a cuestionarse lo que hace Jonathan. Cuando la pandilla se reúne les explica que es imposible que Jonathan haya hecho todas las cosas increíbles que dicen de él y les muestra una foto suya donde tiene el mismo símbolo en su espalda. De repente Jonathan entra y da una explicación extraña sobre su cicatriz que no convence a Buffy.
Willow encuentra el símbolo de Jonathan en un tomo medieval de los Vigilantes, donde se dice que el símbolo es por un hechizo que ha convertido a Jonathan en una especie de dios y en compensación ha creado al demonio, al que hay que matar para deshacerlo. Spike proporciona a Buffy y Jonathan información sobre una cueva. Una vez en ella Jonathan se da cuenta de que su hechizo es perjudicial y ayuda a Buffy a acabar con el demonio. Buffy logra que Jonathan no muera con el demonio y todo vuelve a la normalidad.
A la mañana siguiente Buffy habla con Jonathan en el campus y él le recuerda que a pesar de todo lo que le dijo sobre su relación con Riley era cierto. Esa noche Buffy y Riley se reconcilian definitivamente. 

### Análisis
La relación de Willow y Tara aún sin confirmar parece que sí que es ya de naturaleza romántica, sobre todo cuando van a despedirse ya de noche; y Willow roza a Tara en el brazo como despedida, ya que Buffy, presente en la escena, no sabe nada de su relación y parece que Willow no está preparada para decírselo aún. 

## Reparto

### Personajes principales
- Sarah Michelle Gellar como Buffy Summers.
- Nicholas Brendon como Xander Harris.
- Alyson Hannigan como Willow Rosenberg.
- Marc Blucas como Riley Finn.
- James Marsters como Spike.
- Anthony Stewart Head como Rupert Giles.

### Apariciones especiales
- Emma Caulfield como Anya.
- Danny Strong como Jonathan Levinson.
- Amber Benson como Tara Maclay.
- Bailey Chase como Graham Miller.
- Robert Patrick Benedict como Jape, lacayo de Adam.
- John Saint Ryan como el coronel George Haviland.
- George Hertzberg como Adam.

### Personajes secundarios
- Erica Luttrell como Karen.
- Adam Clark como policía.
- Chanie Costello como Inga.
- Julie Costello como Ilsa.

## Producción
Debido a la temática del episodio, los títulos de crédito iniciales fueron modificados añadiéndoseles unas diez tomas de Jonathan en situaciones heroicas.

### Música
- Royal Crown Revue - «Hey Sonny / Serenade in Blue / Trapped» - Jonathan Levinson canta estas canciones en el Bronze.

## Continuidad
Aquí se presentan los hechos que o bien influyen en la cuarta temporada exclusivamente, o bien que viniendo de episodios anteriores influyen en este. Y por último, acontecimientos que ocurren en este episodio que influyen en las demás temporadas o en alguna otra temporada.

### Para todas o las demás temporadas
- En algún momento entre ¿Quién eres tú? (II) y este episodio, Tara ha sido presentada al grupo, pero la naturaleza de su relación con Willow es aún desconocido por la pandilla.

### Para los cómics u otra de las series del buffyverso
- La precuela inmediata a este episodio es el cómic de Jane Espenson sobre Buffy titulado Jonathan.